# Heliconius
Heliconius is een geslacht van vlinders uit de onderfamilie Heliconiinae en de familie Nymphalidae. De soorten van dit Amerikaanse geslacht zijn de kleurrijkste uit deze onderfamilie. Het zijn langlevende, langzaamvliegende vlinders die vaak in tropische vlindertuinen worden gehouden. Er zijn exemplaren bekend die zeven tot acht maanden oud werden. Veel soorten leggen hun eieren op één enkele soort passiebloem, de specifieke waardplant van de rupsen. Andere soorten zijn minder specifiek en leggen hun eieren op meer soorten passiebloemen.
De meeste soorten komen voor in de Caraïben, Zuid- en Midden-Amerika. Heliconius charitonius heeft de noordelijkste verspreiding; deze soort komt voor tot in de zuidelijke Verenigde Staten.

## Leggen van eieren
De meeste soorten leggen een ei per keer, terwijl andere soorten hun eieren in cirkelvormige patronen leggen. Sommige soorten leggen een massa eieren per keer op nieuwe groeischeuten, terwijl andere soorten kleine clusters eieren leggen of de eieren leggen in netjes gerangschikte rijen. De eieren worden alleen op ranken, steunblaadjes en de punten van bladeren gelegd. Het duurt drie tot negen dagen voordat de eieren uitkomen.
Passiebloemen hebben in de loop van de evolutie technieken ontwikkeld om zich te wapenen tegen de vlinders. Ze ontwikkelden extraflorale nectarklieren die insecten als mieren aantrekken die de planten vervolgens beschermen tegen de vlinders. Ook zijn er extraflorale nectarklieren die op eitjes lijken (“schijneitjes”), waardoor de vlinders denken dat de plant al bezet is en deze verder ongemoeid laten. Dit is een voorbeeld van mimicry van Bates. Bij de passiebloemen en de vlinders is sprake van co-evolutie.

## Rupsen
De meeste rupsen beginnen hun leven met het opeten van de eierschaal voor de nutriënten, maar een aantal soorten verlaten de eierschaal meteen zodra ze zijn uitgekomen. De rupsen van de meeste soorten die een ei per keer leggen zijn kannibalistisch en zullen de concurrentie uitschakelen. Maar er zijn ook soorten waarbij de rupsen in grote gemeenschappen leven en de passiebloemen gezamenlijk consumeren.
Gedurende het larvale stadium van twee tot drie weken vervellen de rupsen vier keer. Aan het einde van het larvale stadium zoekt de rups een plek om een cocon te spinnen. Na 24 tot 48 uur verandert de rups in een pop. De poppen van zijn meestal wit tot beige. Ze zijn bedekt met veel stekels en hebben een aantal metaalkleurige plekken.

## Poppen
De poppen zijn meestal moeilijk te vinden omdat ze verborgen zitten en gecamoufleerd zijn. Meestal duurt het acht tot twaalf dagen voordat de volledige metamorfose heeft plaatsgevonden en de volwassen vlinder tevoorschijn komt. Voordat de vlinder uitkomt, wordt de pop doorschijnend en worden de kleuren van de vlinder zichtbaar. Voordat de vlinder uitkomt, pompt hij bloedt in zijn vleugels om deze te vergroten en te versterken. In dit stadium is de vlinder kwetsbaar en hij zal meestal in de ochtend uitkomen, waarbij hij zijn vleugels vergroot en een enzym uitscheidt om de vleugels te verharden. Dit duurt meestal maar een paar minuten, waarna de vlinder binnen een uur vliegklaar is.

## Paring

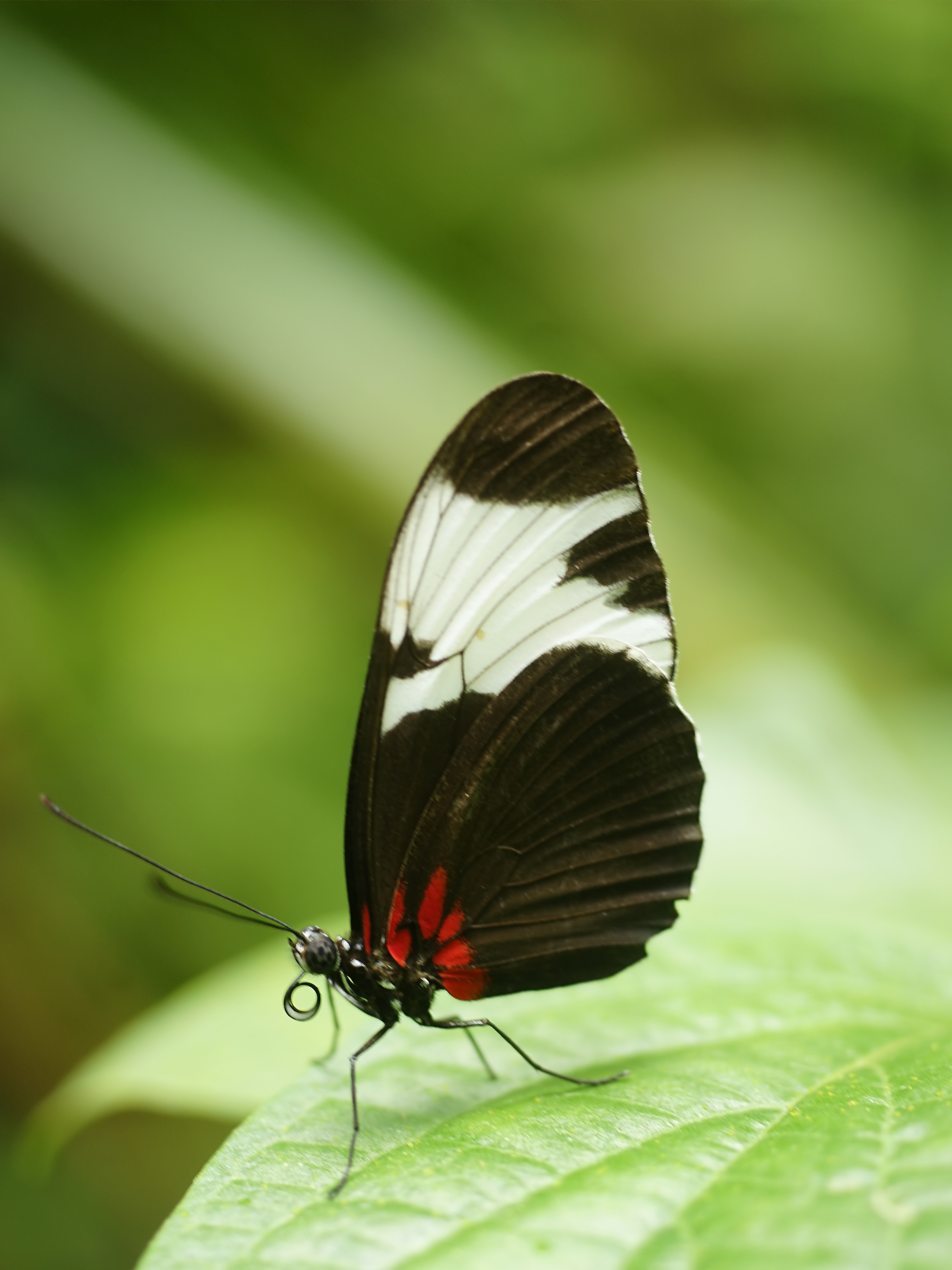
Heliconius sapho

Mannetjes van veel soorten hebben geurschubben met feromonen op hun achtervleugels en kunnen vrouwtjes veroveren door ze te besproeien met de feromonen. De mannetjes doen dit door de voorvleugels over de achtervleugels te wrijven terwijl ze fladderen, waardoor de feromonen vrijkomen. Als het vrouwtje het mannetje niet accepteert zal ze een klier op haar abdomen tonen en met haar vleugels fladderen om een geur te verspreiden die het mannetje afschrikt.
Bij sommige soorten kan het mannetje dagen bij een vrouwelijke pop blijven hangen. Vlak voordat het vrouwtje uitkomt, zal het mannetje de huid van de pop penetreren en met haar paren als ze uitkomt. Soms concurreren meerdere mannetjes om een vrouwelijke pop.
De verschillende soorten kunnen ook hybridiseren zoals tussen Heliconius melpomene en Heliconius cydno en tussen Heliconius erato en Heliconius himera.

## Voeding en leefwijze van de volwassen vlinders
Volwassen vlinders voeden zich zowel met nectar als met nutriënten die ze extraheren uit stuifmeel. Het eten van nutriënten uit stuifmeel zorgt ervoor dat deze vlinders langer leven dan de vlinders uit andere geslachten, omdat nectar alleen een bron van koolhydraten vormt en stuifmeel ook andere nutriënten bevat. Nadat ze stuifmeel hebben verzameld met hun roltong scheiden ze een vloeistof uit om het stuifmeel in suspensie te houden. De vlinders houden dit mengsel enkele uren bij zich. Uit het stuifmeel komen aminozuren en proteïnes vrij die door de vlinders worden opgenomen. De stuifmeelkorrels zelf worden door de vlinders niet verteerd. Door de mogelijkheid om zich met nutriënten uit stuifmeel te voeden, kunnen de vlinders wel enkele maanden leven. Ook kunnen de vlinders zich voeden met sap van rottend fruit.
De vlinders voeden zich met stuifmeel en nectar van planten uit de geslachten Lantana, Psiguria en Gurania. De vlinders zijn giftig doordat ze cyanogenen aanmaken van aminozuren, die ze uit stuifmeel halen.
De vlinders verzamelen zich tegen de avond en overnachten op gemeenschappelijke slaapplaatsen, waarbij ze op hun kop hangen.

## Mimicry van Müller
Mimicry van Müller is een fenomeen waarbij verschillende, gevaarlijke (bijvoorbeeld giftige) soorten elkaar in uiterlijk nabootsen. Dit treedt bij Heliconius onder andere op tussen Heliconius melpomene en Heliconius erato. Deze soorten komen in een groot aantal kleurvariaties voor waarbij vergelijkbare kleurvariaties van de twee soorten in hetzelfde verspreidingsgebied voorkomen.

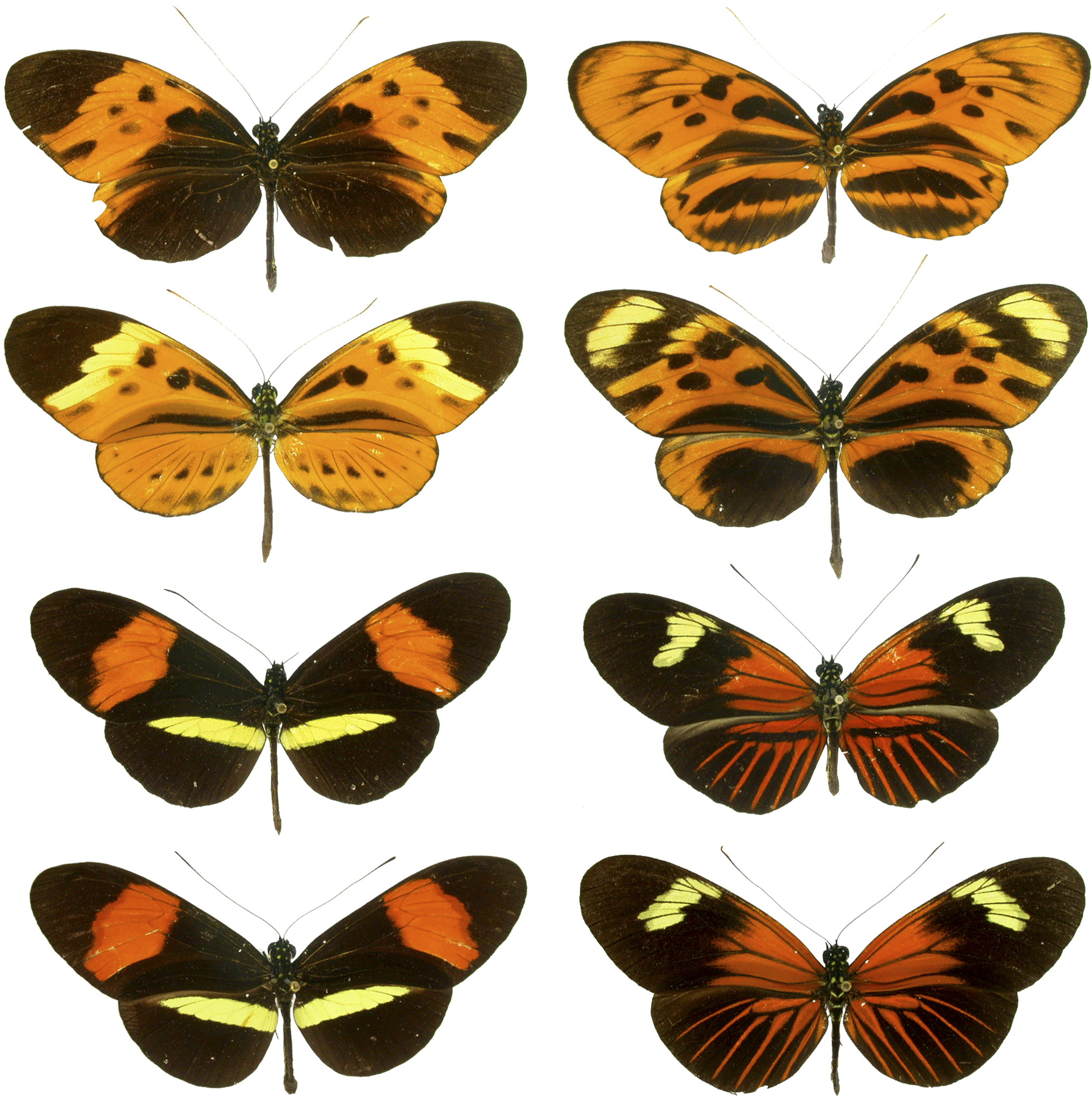
Mimicry van Müller: de onderste rij toont Heliconius erato en de daarboven gelegen rij toont de corresponderende kleurvariaties bij Heliconius melpomene

## Soorten
- Heliconius antiochus (Linnaeus, 1767)
- Heliconius arcuatus (Goeze, 1779) nomen oblitum
- Heliconius astraea Staudinger, 1897
- Heliconius atthis Doubleday, 1847
- Heliconius aventina Oberthür, 1925 nomen dubium
- Heliconius besckei Ménétriés, 1857
- Heliconius burneyi (Hübner, 1826)
- Heliconius charitonia (Linnaeus, 1767) - Zebravlinder
- Heliconius choarina (Hewitson, 1872)
- Heliconius clysonymus Latreille, 1817
  - Heliconius clysonymus hygiana Hewitson, 1867
- Heliconius congener Weymer, 1890
- Heliconius cydno Doubleday, 1847
  - Heliconius cydno weymeri Staudinger, 1896
- Heliconius demeter Staudinger, 1897
  - Heliconius demeter eratosignis (Joicey & Talbot, 1925)
- Heliconius egeria (Cramer, 1775)
- Heliconius eleuchia Hewitson, 1854
  - Heliconius eleuchia primularis Butler, 1869
- Heliconius elevatus Nöldner, 1901
  - Heliconius elevatus lucian Lichy, 1960
- Heliconius emilius Weymer, 1912 nom. dub.
- Heliconius ennius Weymer, 1891
- Heliconius erato (Linnaeus, 1764)
  - Heliconius erato amphitrite Riffarth, 1901
  - Heliconius erato cyrbia (Godart, 1819)
  - Heliconius erato dignus Stichel, 1923
  - Heliconius erato favorinus Hopffer, 1874
  - Heliconius erato hydara (Hewitson, 1867)
  - Heliconius erato microclea Kaye, 1907
  - Heliconius erato petiveranus (Doubleday, 1847)
  - Heliconius erato phyllis (Fabricius, 1775)
- Heliconius ethilla (Godart, 1819)
  - Heliconius ethilla adela Neustetter, 1912
  - Heliconius ethilla claudia Godman & Salvin, 1881
    - = Heliconius assimilis Röber, 1921

  - Heliconius ethilla narcaea (Godart, 1819)
- Heliconius ethra (Hübner, 1831)
- Heliconius fassli Seitz, 1912 nom. dub.
- Heliconius fruhstorferi Riffarth, 1899
- Heliconius hecale (Fabricius, 1775)
  - Heliconius hecale anderida (Hewitson, 1852)
  - Heliconius hecale humboldti Neustetter, 1928
  - Heliconius hecale novatus Bates, 1867
    - = Heliconius schulzi Riffarth, 1899

  - Heliconius hecale paraensis Riffarth, 1900
  - Heliconius hecale quitalena (Hewitson, 1852)
  - Heliconius hecale sulphureus Weymer, 1893
  - Heliconius hecale vetustus Butler, 1873
- Heliconius hecalesia Hewitson, 1853
  - Heliconius hecalesia longarena (Hewitson, 1875)
- Heliconius hecuba (Hewitson, 1858)
  - Heliconius hecuba crispus Staudinger, 1885
- Heliconius hermathena (Hewitson, 1853)
- Heliconius heurippa (Hewitson, 1853)
- Heliconius hewitsoni Staudinger, 1875
- Heliconius hierax Hewitson, 1869
- Heliconius himera Hewitson, 1867
- Heliconius hippola (Hewitson, 1867) nom. dub.
- Heliconius hortense Guérin, 1844
- Heliconius ismenius Latreille, 1817
- Heliconius leucadia Bates, 1862
- Heliconius melpomene (Linnaeus, 1758)
  - Heliconius melpomene aglaope Felder & Felder, 1862
  - Heliconius melpomene amaryllis Felder & Felder, 1862
  - Heliconius melpomene nanna Stichel, 1899
  - Heliconius melpomene penelope Staudinger, 1894
  - Heliconius melpomene vulcanus (Butler, 1865)
  - Heliconius melpomene xenoclea (Hewitson, 1853)
- Heliconius metaphorus (Weymer, 1883
- Heliconius nattereri C. & R. Felder, 1865
- Heliconius numata (Cramer, 1780)
  - = Heliconius pione Hübner, 1816
  - Heliconius numata aulicus Weymer, 1884
  - Heliconius numata aurora Bates, 1862
    - = Heliconius gradatus Weymer, 1893

  - Heliconius numata euphone C. & R. Felder, 1862
    - = Heliconius mixta Apolinar, 1927

  - Heliconius numata ignotus Joicey & Kaye, 1917
- Heliconius pachinus Salvin, 1871
- Heliconius pardalinus (Bates, 1862)
  - Heliconius pardalinus radiosus Butler, 1873
    - = Heliconius fortunatus Weymer, 1884
- Heliconius ricini (Linnaeus, 1758)
- Heliconius rubellius Grose-Smith & Kirby, 1892 nom. dub.
- Heliconius sapho (Drury, 1782)
- Heliconius sara (Fabricius, 1793)
- Heliconius seitzi Neustetter, 1916 nom. dub.
- Heliconius seraphini Talbot, 1932 nom. dub.
- Heliconius sergestus Weymer, 1894
- Heliconius telesiphe (Doubleday, 1847)
- Heliconius timareta (Hewitson, 1867)
- Heliconius wallacei Reakirt, 1866
  - Heliconius wallacei clytia (Cramer, 1775)
- Heliconius wernickei Weymer, 1906 nom. dub.
- Heliconius xanthocles Bates, 1862

### Nomina nuda
- Heliconius celia Doubleday, 1847 (nomen nudum)
- Heliconius choanita Herrich-Schäffer, 1865 (nom. nud.)
- Heliconius claudina Doubleday, 1847 (nom. nud.)
- Heliconius cratena Herrich-Schäffer, 1865 (nom. nud.)
- Heliconius elvira Doubleday, 1847 (nom. nud.)
- Heliconius eroxena Doubleday, 1847 (nom. nud.)
- Heliconius marinetta Doubleday, 1847 (nom. nud.)
- Heliconius matuna Herrich-Schäffer, 1865 (nom. nud.)
- Heliconius mexicanus Herrich-Schäffer, 1865 (nom. nud.)
- Heliconius nerina Doubleday, 1847 (nom. nud.)
- Heliconius phaena Doubleday, 1847 (nom. nud.)
- Heliconius siphelia Herrich-Schäffer, 1865 (nom. nud.)
- Heliconius tessala Herrich-Schäffer, 1865 (nom. nud.)
- Heliconius thusania Herrich-Schäffer, 1865 (nom. nud.)
- Heliconius vilis Herrich-Schäffer, 1865 (nom. nud.)
- Heliconius xithelia Herrich-Schäffer, 1865 (nom. nud.)
- Heliconius zerbinetta Doubleday, 1847 (nom. nud.)

### Niet meer in dit geslacht
- Heliconius aliphera (Godart, 1819) =Eueides aliphera
- Heliconius aoede (Hübner, 1816) = Neruda aoede
- Heliconius doris (Linnaeus, 1771) = Laparus doris
- Heliconius godmani Staudinger, 1882 = Neruda godmani
- Heliconius heliconioides Felder, 1861 = Eueides heliconioides
- Heliconius metharme (Erichson, 1848) = Neruda metharme
- Heliconius procula (Doubleday, 1847) = Eueides procula